# دهستان کلباد شرقی
دهستان کلباد شرقی واقع در بخش کلباد، از توابع شهرستان گلوگاه در استان مازندران است.